# Thượng viện Colombia
Thượng viện Cộng hòa Colombia (tiếng Tây Ban Nha: Senado de la República de Colombia) là một trong hai buồng của Đại hội Colombia, nó là một phần thiết yếu của ngành lập pháp. Thượng viện Cộng hòa là một cơ quan đại diện đại diện trực tiếp của người dân và phải hành động tham khảo ý kiến với công lý và vì lợi ích chung.
Thành phần và quyền hạn của Thượng viện được quy định tại Tiêu đề VI của Hiến pháp Colombia năm 1991 và trong Luật 5 năm 1992. 6 Hiện nay, Thượng viện Cộng hòa gồm 107 thượng nghị sĩ, 100 người được bầu bằng bỏ phiếu năm là thượng nghị sĩ của đảng FARC có ghế là do tiến trình hòa bình và hai người nữa đại diện cho các cộng đồng bản địa, thông qua việc cắt giảm đặc biệt. Thượng viện Cộng hòa bầu các thành viên của mình đại diện cho toàn bộ Quốc gia.
Thượng viện Cộng hòa Colombia hoàn thành chức năng cấu thành, chức năng lập pháp, chức năng giao thức, chức năng bầu cử, chức năng tư pháp, chức năng hành chính và kiểm soát chính trị trong ngành lập pháp.
Từ 20 tháng 7 năm 2018 Thượng viện được chủ trì bởi Ernesto Macías Tovar của Đảng Dân chủ Trung tâm và Tổng thư ký là Eljach Gregorio Pacheco.